# Батерст, Бенджамин, 2-й виконт Бледислоу
Бенджамин Ладлоу Батерст, 2-й виконт Бледислоу (англ. Benjamin Ludlow Bathurst, 2nd Viscount Bledisloe; 2 октября 1899 — 17 сентября 1979) — британский адвокат и пэр.

## Происхождение и образование
Родился 2 октября 1899 года в Уэстбери, Уилтшир. Старший сын Чарльза Батерста, 1-го виконта Бледислоу (1867—1958), и достопочтенной Берты Сьюзан Лопес (1869—1926), дочери Генри Лопеса, 1-го барона Ладлоу. Он получил образование в Итонском колледже и Магдален-колледже Оксфордского университета.

## Карьера
В 1927 году он был принят в коллегию адвокатов в Иннер-Темпл и Линкольнс-Инн с правом заниматься юридической практикой в качестве барристера.
Бенджамин Батерст воевал в Первой мировой войне и получил звание второго лейтенанта в Королевской артиллерии. Он вернулся на военную службу во время Второй мировой войны, где служил командиром эскадрильи в Королевских военно-воздушных силах. В 1956 году он был назначен судьей Линкольнс-Инн.
3 июля 1958 года после смерти своего отца Бенджамин Батерст унаследовал титулы 2-го виконта Бредислоу и 2-го барона Бредислоу из Лидни, графство Глостершир. Он был постоянным членом Палаты лордов, выступая 64 раза в 1959—1979 годах.

## Семья
2 июня 1933 года Бенджамин Батерст женился на Джоан Кришабер (? — 20 декабря 1999), дочери Отто Кришабера. У супругов было двое сыновей:
- Кристофер Хайли Ладлоу Батерст, 3-й виконт Бледислоу (24 июня 1934 — 12 мая 2009), старший сын и преемник отца.
- Достопочтенный Дэвид Чарльз Лопес Батерст (род. 15 декабря 1937—1992)

Лорд Бледислоу скончался в сентябре 1979 года в возрасте 79 лет, и его виконтство унаследовал его старший сын Кристофер.